# Lockerbie
Lockerbie (en gaélico: Logarbaidh) es una localidad de la región de Dumfries and Galloway en el suroeste de Escocia. Se encuentra a 120 kilómetros aproximadamente de Glasgow y a 32 kilómetros del límite con Inglaterra. Es una ciudad pequeña, con una población de 4009 habitantes según el censo de 2001.
Lockerbie posee un sistema de transporte acorde al tamaño de la ciudad. Está cerca de la autopista A74(M) y posee una estación ferroviaria de la línea Glasgow-Londres (West Coast Main Line). El ayuntamiento de Lockerbie es su edificio más imponente y es un excelente ejemplo del estilo baronesco escocés, construido con la típica arenisca roja propia del sector. El edificio posee un monumento conmemorativo de guerra construido después de la Segunda Guerra Mundial, con una estatua de bronce que representa a un ángel sobre una base blanca con inscripciones en su superficie.
Históricamente, la ciudad ha sido un lugar para el comercio del ganado vacuno y ovino. Debido a su proximidad con la frontera con Inglaterra, el comercio de ganado vacuno con Inglaterra dominó la economía local durante un gran tiempo. En Lockerbie se sigue practicando actualmente el comercio de ovejas.
Cerca de 2,4 kilómetros al sur de Lockerbie, circulando por la carretera C92 hacia Dalton, se encuentran los restos del campo de prisioneros de guerra de Hallmuir. Después de la Segunda Guerra Mundial este campo albergó a más de 450 voluntarios ucranianos de la División "Galitzia" (Ucrania n.° 1) de las Waffen SS, quienes construyeron una capilla que sigue en uso y en la que se celebran servicios religiosos ucranianos el primer domingo de cada mes.

## Atentado de Lockerbie
Se conoce a Lockerbie internacionalmente por ser el lugar donde el 21 de diciembre de 1988 se estrelló el vuelo 103 de Pan Am, como resultado de un atentado terrorista. En el Reino Unido a este acontecimiento se le llama el desastre de Lockerbie, la explosión de Lockerbie o simplemente Lockerbie. Once habitantes de la ciudad fallecieron en Sherwood Crescent, donde cayeron las alas y tanques de gasolina del avión después de la explosión, dejando un gran cráter. Entre los 270 muertos (259 en el avión, 11 en Lockerbie) había ciudadanos de 21 naciones.

## Academia de Lockerbie

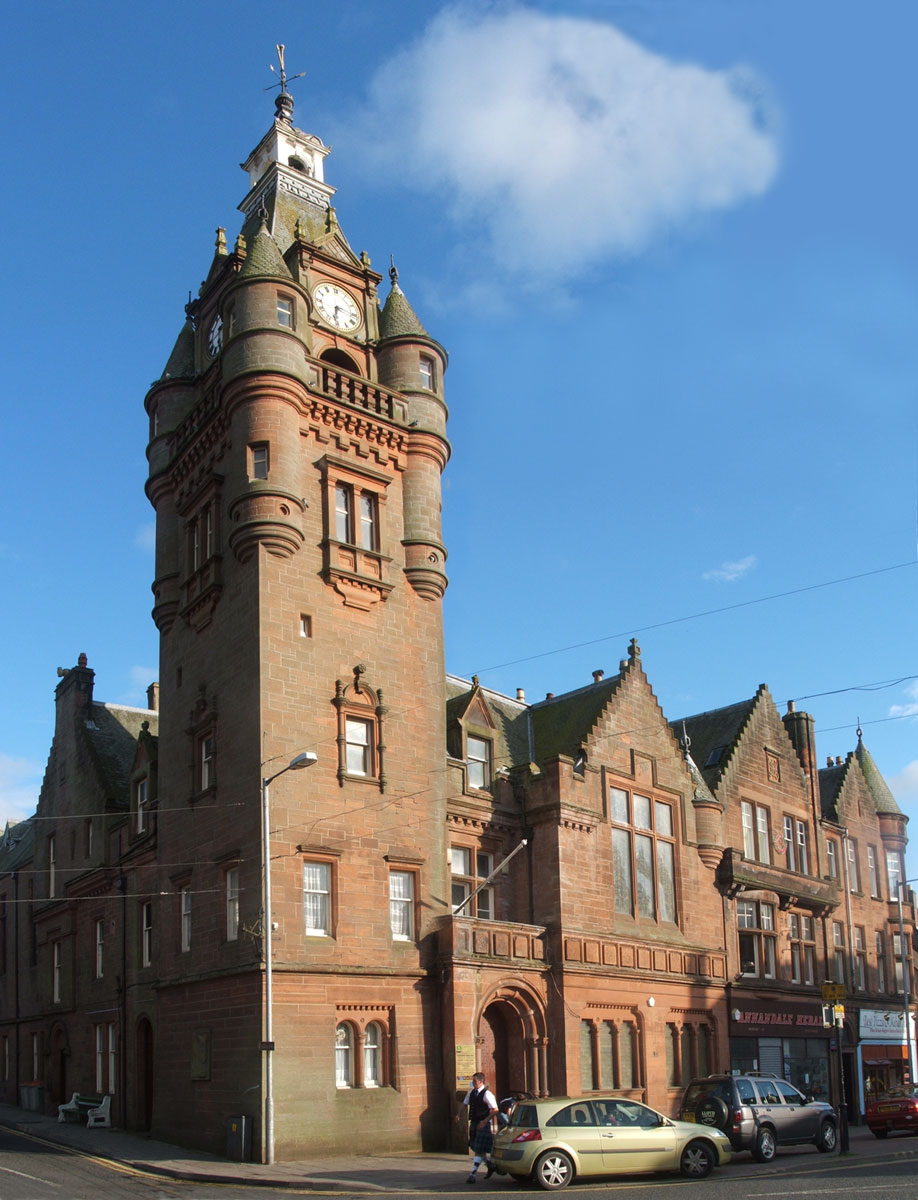
Ayuntamiento de Lockerbie.

La Academia de Lockerbie (Lockerbie Academy en inglés), la escuela secundaria de la ciudad, se convirtió en el centro de operaciones para la gestión del desastre del vuelo 103 de Pan Am. Posteriormente, la academia, en colaboración con la Universidad de Syracuse, de Syracuse, Nueva York (Estados Unidos), que perdió a 35 estudiantes en el atentado, estableció unas becas anuales con la universidad para dos de sus estudiantes más destacados. Cada año, dos graduados de Lockerbie pasan un año en la Universidad de Syracuse como becarios (los Lockerbie Scholars en inglés) antes de empezar sus estudios universitarios. Las becas han establecido diferentes lazos entre la universidad norteamericana y la ciudad británica. El rector de la Academia de Lockerbie, Graham Herbert, fue reconocido en noviembre de 2003 por la Universidad de Syracuse por sus destacados servicios.
Una exestudiante de la Academia, Helen Jones, falleció en los atentados en julio de 2005 en Londres. En su memoria se creó una nueva beca, la cual entrega £1000 a los estudiantes de la Academia que aspiren a estudiar contabilidad.

## Dryfesdale Lodge Visitors' Centre
El centro de visitantes del albergue de Dryfesdale (Dryfesdale Lodge Visitors' Centre en inglés), que anteriormente funcionaba como una residencia para los trabajadores del cementerio local, fue inaugurado el 25 de octubre de 2003 luego de un extenso trabajo de renovación financiado por Lockerbie Trust y es mantenido con dineros proporcionados por el Concejo de Dumfries & Galloway.
Existen dos salas de exhibición en el albergue y también está la Sala Dryfesdale (Dryfesdale Room en inglés), utilizada como sala de silencio para que los visitantes puedan reflexionar. Una sala de exhibición permanente posee diez paneles que presentan la historia de Lockerbie desde sus orígenes prehistóricos hasta el ataque terrorista de 1988 y la actualidad.